# Леді та Волоцюга
«Леді та Волоцюга» (англ. Lady and the Tramp) — п'ятнадцятий за рахунком класичний мультфільм студії Walt Disney , перший мультфільм у форматі CinemaScope, а також перший мультфільм, який поширюється за допомогою дочірньої компанії Buena Vista Distribution (раніше поширенням мультфільмів Діснея займалася компанія RKO Radio Pictures). Сюжет мультфільму базується на двох джерелах — по-перше, на оповіданні Уорда Гріна «Щасливий Ден, цинічний пес» (англ. Happy Dan, The Cynical Dog), а по-друге — на давньому задумі діснеївського аніматора Джо Гранта.
У 2006 році перероблена і відновлена версія мультфільму була видана на DVD в рамках серії «Disney's Platinum Editions». У перший день продажу видання розійшлося тиражем більше мільйона примірників.

## Український дубляж
Фільм дубльовано студією «Le Doyen» на замовлення компанії «Disney Character Voices International» у 2017 році.
- Режисер дубляжу — Максим Кондратюк
- Перекладач — Надія Бойван
- Перекладач пісень — Ілля Чернілевський
- Звукорежисери — Альона Шиманович, Всеволод Солнцев

### Ролі дублювали
- Іван Розін — Волоцюга, покруч шнауцера та тер'єра
- Марія Бруні — Леді, Американський кокер-спаніель
- Андрій Астахов — Джим Дір
- Аліна Проценко — Дарлінґ
- Андрій Альохін — Джо, кухар у ресторані Тоні
- Олександр Завальський — Джок, шотландський тер'єр
- Володимир Жогло — Трасті, бладгаунд
- Надія Кондратовська — Тітка Сара
- Євген Сінчуков — Тоні, власник італійського ресторану
- Марина Андрощук — Пеґ, лхаса-апсо
- Сергій Озіряний — бобер
- Дмитро Вікулов — ловець собак
- Володимир Кокотунов — Борис, російський псовий хорт
- Тетяна Піроженко — Сі та Ем, сіамські коти
- Максим Кондратюк — Буль, анґлійський бульдоґ
- Євген Пашин — коп
- Дмитро Завадський — професор
- Сергій Солопай — продавець
- Валерій Легін — хуліган
- Павло Скороходько — Педро, чихуахуа

### А також
- Вікторія Москаленко
- Олена Борозенець
- Роман Солошенко
- Володимир Бугай
- Леонід Попадько

### Пісні виконували
- Світлана Меркулова
- Сергій Юрченко
- Євген Анішко
- Роман Болудзєв
- Тетяна Піроженко
- Валентина Скорнякова
- Світлана Заря